# ЗАПРЕДЕЛЬНАЯ политкорректность
«ЗАПРЕДЕЛЬНАЯ политкорректность» — девятый эпизод двадцать первого сезона мультсериала «Южный Парк». Вышел 29 ноября 2017 года в США. Премьера в России прошла 7 декабря на телеканале Paramount Comedy.

## Сюжет
Представитель Netflix решает с Терренсом и Филлипом создать новую серию с их участием. В школе Картман и Хейди Тёрнер дерутся. Кайл пытается остановить драку, но Картман и Хейди говорят, что он ведёт себя как его мать, и сразу же мирятся. ПК-директор сообщает, что он против издевательства друг над другом и представляет нового заместителя директора — Сильную Женщину. Ребята собираются дома у Кайла и смотрят новую серию Терренса и Филлипа. Позже к ним присоединяются Картман и Хайди. Во время просмотра Хайди оскорбляет Кайла, сравнивая его с его же матерью. ПК-директор представляет нового заместителя школьному персоналу. Во время её знакомства с персоналом он влюбляется в неё. После просмотра нескольких серий Терренса и Филлипа Кайл решает измениться.
Кайл приходит в кабинет нового заместителя директора. Он предлагает остановить насилие, запретив просмотр Терренса и Филлипа, но заместитель отказывает ему. Тем временем Картман продолжает издеваться над Кайлом. ПК-директор вызывает Маки и пытается узнать у него, есть ли у Сильной Женщины парень, но Маки предупреждает его о последствиях отношений на работе. Кайл даёт интервью на телевидение и пытается договориться с министром телевидения, но у него ничего не получается. ПК-директор приглашает мисс Хизер, которая поможет предотвратить личные отношения на работе. Внешне она сильно похожа на мистера Маки. Мисс Хизер играет в ролевую игру с Мистером Маки, в ходе которой они оба выражают положительные чувства друг к другу.
Кайл вступает в организацию, выступающую против канадского телевидения, и прерывает съёмки нового эпизода Терренса и Филлипа. Министр телевидения Канады просит президента США разобраться с ними. Мистер Гаррисон объявляет военную тревогу и связывается с Кайлом, чтобы узнать у него, чего он хочет. ПК-директор отправляет всех детей в спортзал и отправляется проверять школу. Сильная Женщина отправляется вместе с ним. Они решают открыть одну из дверей вместе. Мистер Гаррисон запускает ядерную бомбу в Торонто, а Кайл в ужасе наблюдает за происходящим.

## Приём
Серию приняли сдержанно. В The A.V. Club эпизоду поставили «C+», в IGN 7.7/10, а на сайте Den of Geek серии поставили 3/5 звёзд.

## Примечательные факты
В эпизоде присутствует масса отсылок на полнометражный фильм Южный Парк: Большой, длинный, необрезанный.